# Foire de Lyon
Ne doit pas être confondu avec les foires de Lyon, de l'Ancien régime.
La foire de Lyon ou foire internationale de Lyon est une manifestation annuelle se déroulant traditionnellement au mois de mars. Aujourd'hui, elle est une exposition commerciale sur l'univers de la maison et du shopping.

## Origines
L'histoire de la foire de Lyon remonte au Moyen Âge et aux « foires franches », dont la première a été autorisée par Charles VII en 1420. C'est en 1462 qu'un édit de Louis XI, interdisant à tous les marchands du royaume de fréquenter les foires de Genève, ouvrit la période de prospérité des foires de Lyon. La foire de Lyon se tenait quatre fois par an: au début de janvier (foire des Rois), à Pâques, au mois d'août et à la Toussaint et durait quinze jours. À cette époque, seuls les fabricants pouvaient exposer : ils étaient plus de 1 340 à s’y donner rendez-vous. Les étalages recevaient épices, cuirs, métaux et fromages. Les foires ont attiré ensuite des marchands des provinces et des pays alentour : 
- Draps d'or de la Fabrique Lyonnaise
- Toiles de Beaujolais et de Champagne
- Métaux et pelleteries d'Allemagne
- Soieries d'Italie
- Lingeries et chevaux d'Espagne
- Draps et poissons fumés d'Angleterre
- Tapisseries flamandes

Toutefois, les foires de Lyon du XVe siècle n'ont pas survécu aux mesures fiscales et douanières toujours plus sévères, nécessitées par les guerres de François Ier, Louis XIII et Louis XIV. Déjà le 17 octobre 1484, Charles VIII décrète en effet que « ledit ayde ou tribut de cinq escuz d'or pour cent sera cuilly et levé en notredite ville de Lyon et non ailleurs et ne pourront iceulx marchands les faire passer et entrer en notredit royaume par aultre lieu ou passaige que par icelle ville de Lyon sous peine de confiscation desdits draps d'or et de soie et d'amende arbitraire ».

## Histoire

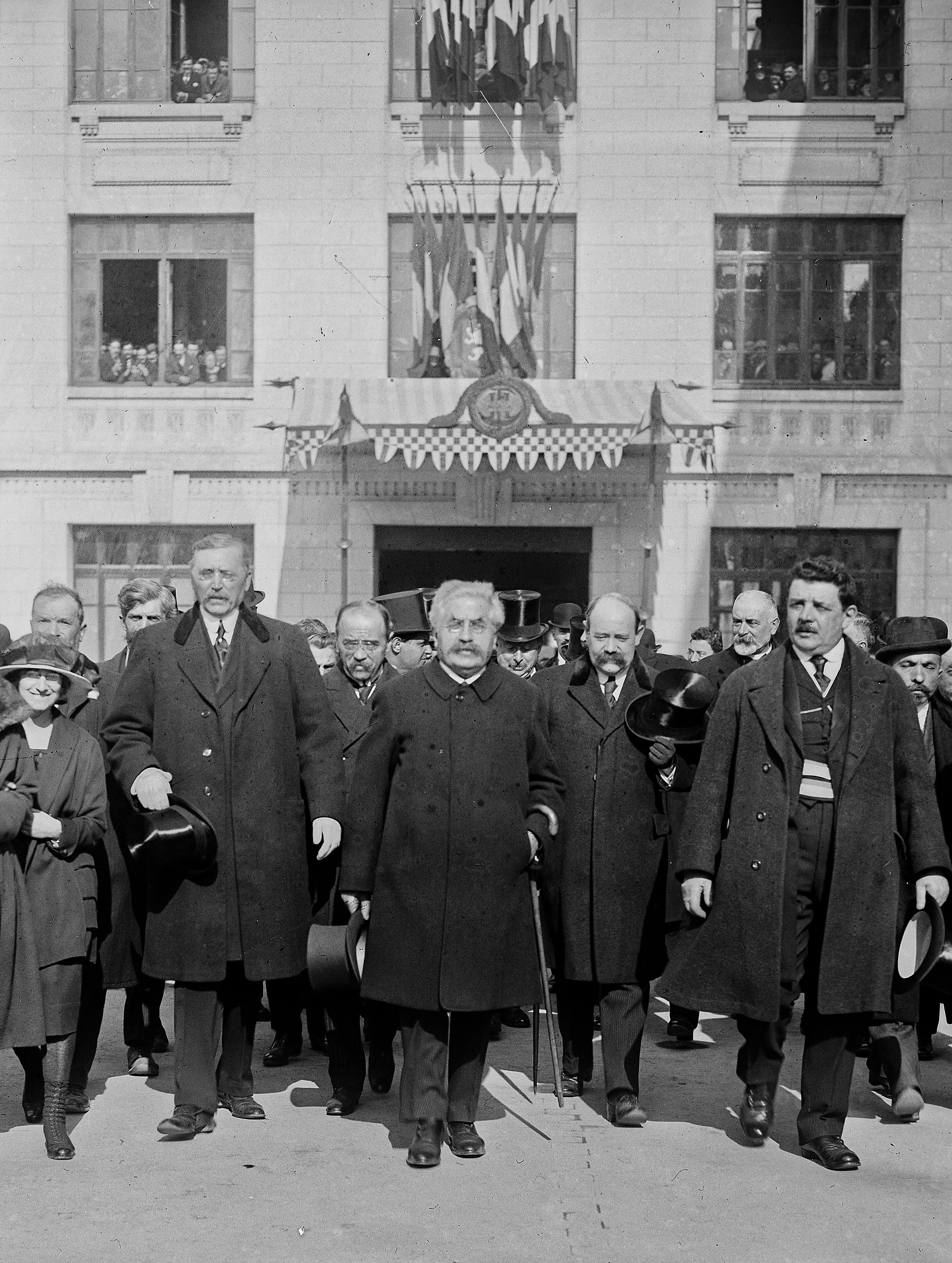
Le président Alexandre Millerand à la foire de Lyon de 1921.

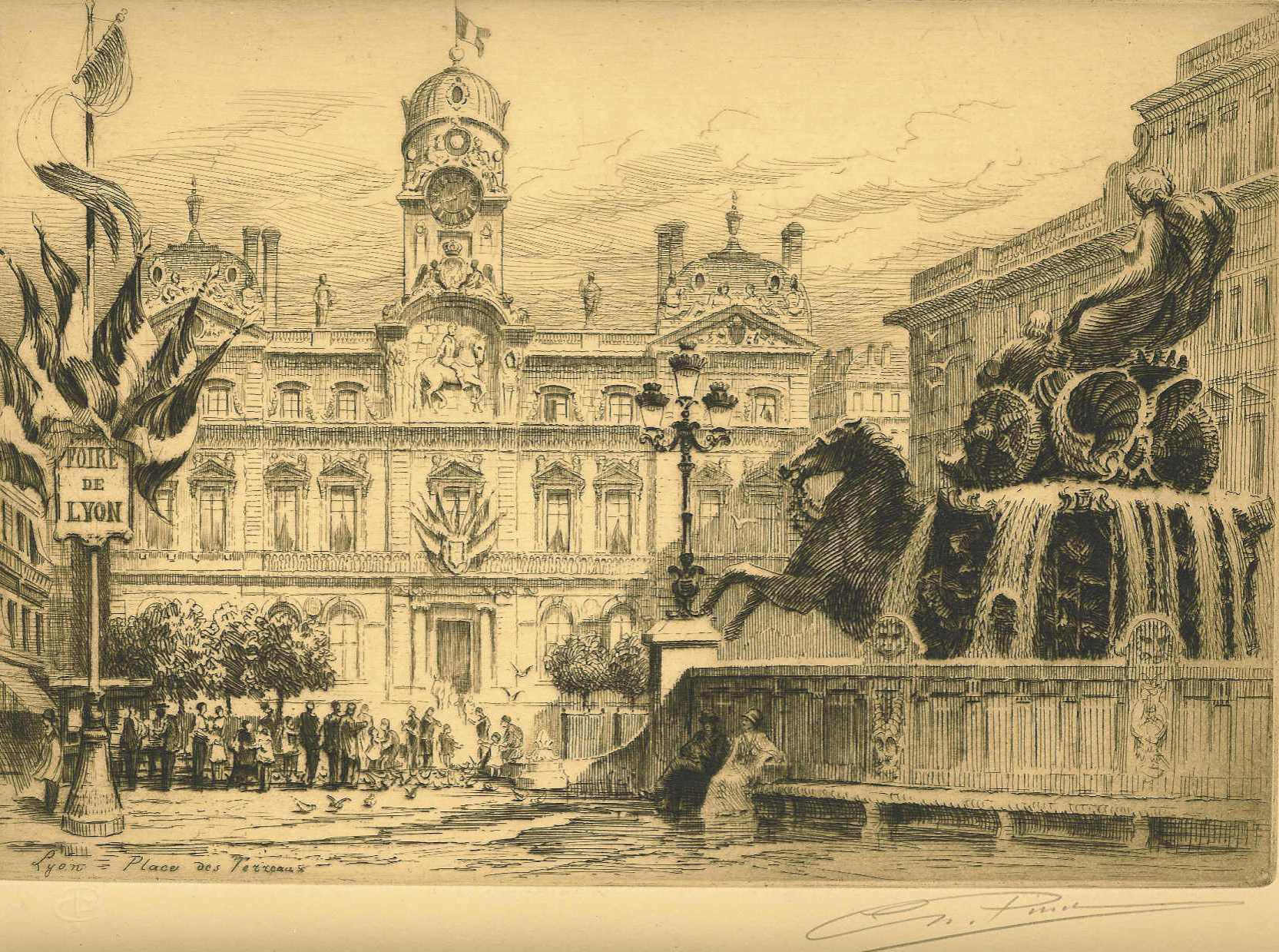
La place des Terreaux décorée pour célébrer la foire de Lyon, gravure de Charles Pinet.

L'idée d'un renouveau des foires de Lyon viendrait de Georges-Louis Arlaud, un photographe suisse, qui en aurait parlé avec Antoine Rivoire, dans le but de concurrencer la foire de Paris. Par la suite Édouard Herriot, avec Jean Coignet, président de la chambre de commerce, créent en 1915 la Société lyonnaise pour le développement du commerce et de l'industrie qui devient en 1916 la société de la foire de Lyon. Une autre structure, le comité de la foire, est créée dans le but de promouvoir l'événement.
La première foire d'échantillons ouvre le 1er mars 1916 pour une durée de 15 jours. Elle a lieu dans plusieurs lieux comme le palais de la Bourse, le palais Bondy, le palais de la Mutualité, mais également de manière plus visible sur les quais du Rhône.
Lors de la deuxième édition, que le président Raymond Poincaré visite, il est décidé de la construction d'un vaste « Palais » pour accueillir les stands qui envahissent les quais. Le palais de la Foire est construit à partir de 1918 et jusqu'à la fin des années 1920, sur des terrains situés entre le Rhône et le parc de la Tête d'Or. Durant les premières années de sa construction, la foire aurait lieu dans différents endroits comme le lycée Ampère, en plus d'intégrer petit à petit le Palais de la Foire au fils de sa construction.
À partir de 1920, la foire est découpée en foire de printemps et foire d'automne respectivement en mars et en octobre de cette année.
Par la suite, les constructions du hall de l'alimentation, du hall de la mécanique, des halls 25, 27 et 26, seront ajoutées à la structure principale respectivement en 1934 en 1937, 1948, 1953 et 1954. Ces ajouts ultérieurs ne tiendront globalement pas compte du plan original du Palais de la Foire.
Durant la Seconde Guerre mondiale, la foire de Lyon est fortement perturbée, seules les éditions du printemps de 1940 et d'automne de 1941 et 1942 ont lieu. La foire n'a également pas lieu en 1945. Ces annulations s'expliquent à chaque fois par des réquisitions militaires, tantôt françaises, tantôt allemandes.

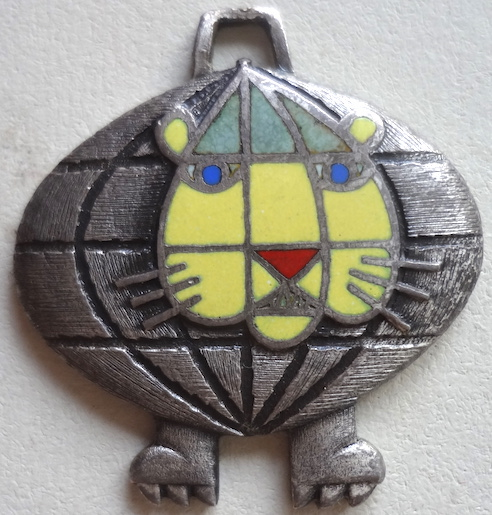
Médaille de la foire de 1959.

En 1968, le général de Gaulle inaugure la cinquantième édition, où il prononce un discours sur la régionalisation.
Détruits pour laisser la place à la Cité internationale de Lyon, les bâtiments du palais de la Foire n'ont conservé que la façade principale du pavillon central, aujourd'hui intégrée au musée d'art contemporain de Lyon. C'est en 1985 que la foire s'installe à Eurexpo sur le territoire de Chassieu, commune de l'Est de la métropole de Lyon.
L'édition 2020 est dans un premier temps reportée en mai puis en octobre en raison de la pandémie de Covid-19, avant d'être finalement annulée. La foire fait son retour en mars 2022.

## Lieux d'exposition
Depuis sa création en 1916, la foire de Lyon s'est déroulée dans différents lieux de la ville :
- Cabanons et stands de bois sur les quais et les places de la ville (quai de Retz et Saint-Clair, quai des Brotteaux, place Bellecour, place Morand...)
- Palais du Commerce ou palais de la Bourse
- Palais des expositions et du conservatoire
- Palais Bondy
- Palais de la Mutualité
- Lycée Ampère
- À partir de 1920, les premiers pavillons du palais de la Foire, appelé aussi Grand-Palais, sont ouverts aux exposants et visiteurs.
- Depuis 1985, elle se tient dans les bâtiments d'Eurexpo.

## Exposants et univers
À l'origine, la foire prend la forme d'une foire d'échantillons et met à l'honneur les innovations françaises dans le secteur de l'industrie et de l'alimentation essentiellement. C'est l'endroit « où faire le maximum d’affaires, sur le minimum d’espace, dans le minimum de temps, avec le minimum de frais », selon la formule d'Édouard Herriot.
En 1977, une section dédiée à l'informatique est créée, qui regroupe d'abord 8 exposants puis 182 en 1980. En 1985, l'accent est mis sur les salons grand public et les animations.
En 1997, elle devient la 3e foire de France avec 1 000 exposants répartis sur 80 000 m2 de surface d'exposition dans des secteurs aussi divers que le jardin, la piscine, l’ameublement, la décoration, l’habitat et le confort ménager. Elle s'articule autour de deux univers clés que sont la « maison » avec l'aménagement, la décoration et l'entretien, et le « shopping » avec la gastronomie, la mode, la beauté ou encore les sports et loisirs.

## Thèmes par édition
Afin d'attirer plus de visiteurs, chaque édition, à partir de 2006, est consacrée à un thème en particulier.
- 2006 : Les peuples du Tibet, avec Maurice Herzog comme parrain
- 2007 : Indonésie
- 2008 : Inde
- 2009 : Cinéma avec Clovis Cornillac comme parrain
- 2010 : La culture japonaise
- 2011 : Un œil dans le cosmos, avec Thomas Pesquet comme parrain
- 2012 : Les Indiens d’Amérique, avec comme parrain de l'exposition Harlyn Geronimo, arrière-petit-fils de Geronimo
- 2013 : New York - New York ! Exposition sur la Big Apple avec Douglas Kennedy comme parrain
- 2014 : Rock Story, première exposition sur l'histoire du rock avec Philippe Manœuvre comme conseiller artistique et parrain
- 2015 : Les objets connectés
- 2016 : La foire de Lyon fête ses 100 ans !
- 2017 : Viva Cuba
- 2018 : London Edition
- 2019 : San Francisco
- 2023 : La vie en rose

## Illustrateurs
À chaque nouvelle édition, un illustrateur se voit confier la réalisation de l'identité visuelle de l'événement. Le lion fait figure d'élément incontournable et se retrouve sur quasiment toutes les affiches officielles année après année.
Dans les années 1970, on fait appel à Hervé Morvan, célèbre illustrateur ayant créé de nombreuses affiches publicitaires pour des grandes marques comme Banania, Danone, Panzani, Perrier, Petit Bateau ou Radiola.
D'autres artistes y exercent leur art comme Solotareff, dessinateur plasticien, en 2006. Lors de l'édition 2010, en lien avec le thème de la foire cette année-là, on retrouve Akita, pseudonyme derrière lequel se cachent Julien et Mathieu, deux frères lyonnais d’origine japonaise. En 2011, la même mission est confiée à Jacques Després, illustrateur 3D parisien pour la presse, l’édition et la publicité.